# اضطرابات مرتبطة بالغلوتين

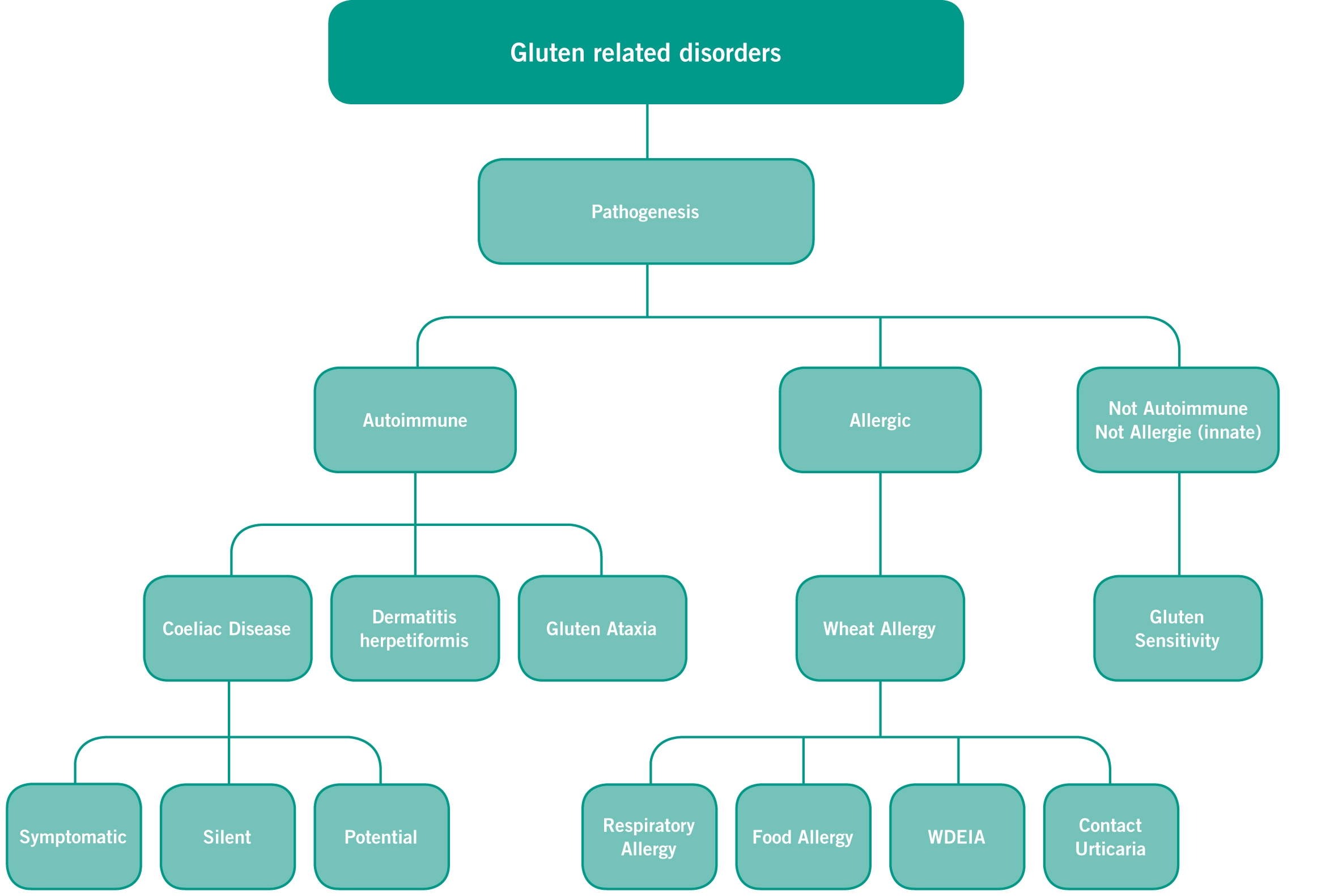

الاضطرابات المرتبطة بالغلوتين (بالإنجليزية: Gluten-related disorders) هي مصطلح يشير للأمراض التي يسببها الغلوتين، بما في ذلك الداء الزلاقي، حساسية الغلوتين اللابطنية، وترنح الغلوتين، والتهاب الجلد الهربسي الشكل وحساسية القمح. أشار إليه تصنيف المظلات أيضًا بمصطلح عدم تحمل الغلوتين. أفضت دراسة قام بها أطباء من اختصاصات متعددة، استندت جزئيًا إلى الندوة الدولية لأمراض الاضطرابات الهضمية لعام 2011، إلى ضرورة تجنب استخدام هذا المصطلح؛ لأنه غير نوعي تماماً.
الغلوتين: مجموعة من البروتينات، مثل البرولامينات والغلوتيلين، المخزنة مع النشاء في سويداء الحبوب (الخضراء) المختلفة.  أخذت الاضطرابات المرتبطة بالغلوتين بالتزايد ابتداءً من عام 2017 في مناطق جغرافية مختلفة. وقد تُعزى هذا الزيادة إلى زيادة شعبية النظام الغذائي الغربي، والانتشار الواسع للنظام الغذائي للبحر الأبيض المتوسط (الذي يشمل أيضًا الحبوب التي تحتوي على الغلوتين)، والاستعاضة المتزايدة عن الأرز بالقمح في العديد من البلدان، وتطوير أنواع جديدة من القمح في السنوات الأخيرة تحتوي على كمية أكبر من ببتيدات الغلوتين السامة للخلايا، والمحتوى العالي من الغلوتين في الخبز ومنتجات المخابز، بسبب التقليل من وقت تخمير العجين.

## أنواعه
أعلنت لجنة من الخبراء -في لندن في عام 2011، ونُشرت في فبراير 2012- عن التصنيف التالي للاضطرابات المرتبطة بالغلوتين
- اضطرابات المناعة الذاتية: الداء الزلاقي، والتهاب الجلد الهربسي الشكل، وترنح الغلوتين.
- غير المرتبطة بالمناعة الذاتية، وغير الأرجية: اضطراب مجهول السبب، من المحتمل أنه تعديل مناعي: حساسية الغلوتين اللابطنية (إن سي جي إس)
- الحساسية: الحساسية الغذائية ( المتواسطة بآي جي إي، وغير المتواسطة ب آي جي إي)، والصدمة التأقية المرتبطة بالقمح المحرضة بالتمارين الرياضية، والربو عند الخباز، والتهاب الجلد التماسي.

### الاضطرابات المناعية
حالة من حالات المناعة الذاتية المرتبطة بالغلوتين الداء الزلاقي، والتهاب الجلد الهربسي الشكل، وترنح الغلوتين. تُظهر بعض الأبحاث أن التشخيص المبكر عند الأشخاص الذين يعانون من ترنح الغلوتين والعلاج بنظام غذائي خالٍ من الغلوتين يمكن أن يؤدي إلى تحسين الترنح ومنع تقدمه. يبدو أن الناس الذين يعانون من ترنح الغلوتين والحالات العصبية الأخرى لديهم توزيع إتش إل إيه مختلف، بشكل خاص إتش إل إيه- دي كيو 1، مقارنة بمعظم الأشخاص المصابين بالداء الزلاقي، والذين لديهم إتش ال إيه- دي كيو 2 و إتش إل إيه- دي كيو8.

### الداء الزلاقي
الداء الزلاقي (بالإنجليزية الأمريكية: celiac «السيلياك») أحد أكثر الاضطرابات المزمنة المتواسطة بالمناعة انتشاراً، ويسببه تناول الغلوتين، وهو مزيج من البروتينات الموجودة في القمح والشعير والجاوار والشوفان ومشتقاته. أظهرت الأدلة أن هذه الحالة لا تتكون فقط من عامل بيئي بل من عامل وراثي أيضًا، ويرجع ذلك إلى الارتباط القوي للسي دي بوجود إل إتش إل إيه (مستضد كريات الدم البيضاء البشرية) من النوع الثاني، وتحديداً آليلات (الدي كيو 2 والدي كيو 8). تحفز هذه الآليلات الخلايا التائية، لتتواسط رد فعل مناعي ضد ترانسغلوتاميناز الأنسجة (تي تي جي)، وهو إنزيم موجود بالمَطْرِس الخارج الخلوي، ما يؤدي إلى التهاب الغشاء المخاطي وضمور الزغابات المعوية في الأمعاء الدقيقة في نهاية المطاف. وهنا تصطدم أنظمة الاستجابة المناعية الفطرية والتكيفية.
الداء الزلاقي ليس من أمراض الجهاز الهضمي فقط. قد يؤثر على العديد من الأعضاء ويسبب مجموعة متنوعة من الأعراض غير المعوية. الأهم من ذلك، قد يكون في كثير من الأحيان دون أعراض تماما. تتمثل الصعوبات الإضافية للتشخيص في حقيقة أن العلامات المصلية (مستضدات الترانسغلوتاميناز النسيجي تي جي 2) لا تظهر دائمًا، وقد يعاني الكثير من الأشخاص من آفات مخاطية بسيطة دون ضمور الزغابات المعوية.  يجب أن يستند التشخيص إلى كل من التاريخ العائلي للشخص، ومورثاته (وجود إتش إل إيه دي كيو2/دي كيو 8) في مصله، وبنية نسيج الأمعاء.
يؤثر الداء الزلاقي على ما يقرب من 1-2 ٪ من عامة السكان في جميع أنحاء العالم، ولكن معظم الحالات غير مُميّزة وغير مشخصة وغير مُعالجة، ما يعرضهم لخطر المضاعفات طويلة الأمد. قد يعاني الناس من أعراض مرضية شديدة ويخضعون لفحوصات مكثفة لسنوات عديدة، قبل أن يتوصلوا إلى التشخيص المناسب. قد يؤدي عدم العلاج إلى نقص امتصاص العناصر الغذائية، وانخفاض جودة الحياة، ونقص الحديد، وهشاشة العظام، وزيادة خطر الإصابة بالأورام اللمفاوية المعوية وزيادة الوفيات. يرتبط الداء الزلاقي ببعض أمراض المناعة الذاتية، مثل مرض السكري من النوع 1، والتهاب الغدة الدرقية، وترنح الغلوتين، والصدفية، والبهاق، والتهاب الكبد المناعي الذاتي، والتهاب الجلد هربسي الشكل، والتهاب الأقنية الصفراوية المصلب الأساسي، وغير ذلك.
الأعراض التقليدية للداء الزلاقي التي تتضمن أعراضاً هضمية مثل الإسهال المزمن والانتفاخ، وسوء امتصاص بعض الفيتامينات والمعادن، وفقدان الشهية، وضعف النمو وحتى ألم العظام، حاليا هي أقل الأشكال التي يتجلى بها المرض، وتؤثر في الغالب على الأطفال الصغار بأعمار أقل من عامين عموماً.
الداء الزلاقي غير المسبب لأعراض تقليدية هو النوع السريري الأشيع، ويحدث عند الأطفال الأكبر سنًا (أكثر من عامين)، والمراهقين والبالغين. يُشخص بأعراض هضمية متوسطة الشدة أو حتى غائبة وطيف واسع من المظاهر غير المعوية التي يمكن أن تشمل أي عضو في الجسم مثل ترنح مخيخي، وفرط ترانساميناسيميا واعتلال الأعصاب المحيطية. كما ذكرنا سابقًا، قد يكون الداء الزلاقي في كثير من الأحيان دون أعراض تمامًا، سواء في الأطفال (على الأقل في 43٪ من الحالات) والبالغين.
حتى الآن، فإن العلاج الوحيد المتاح طبيا للأشخاص الذين يعانون من الداء الزلاقي هو اتباع نظام غذائي خالٍ من الغلوتين مدى الحياة.

### التهاب الجلد هربسي الشكل
التهاب الجلد الهربسي الشكل، أو داء دورينغ هو مرض مناعي مزمن يصيب الجلد، ويتميز بوجود آفات جلدية ذات توزيع كثيف متماثل، تنتشر في مناطق الاحتكاك، فتؤثر بشكل رئيس على كل من المرفقين والركبتين والأرداف والكاحلين، وقد تؤثر أيضًا على فروة الرأس وأجزاء أخرى من الجسم، وقد تكون غير متناظرة بتوزعها أحيانًا. تكون الآفات على شكل قشرة حويصلية وعندما تتساقط، تتحول إلى مناطق متصبغة أو طفح جلدي حاك وملتهب ومتقرح. على الرغم من اسمه، لا يرتبط هذا الداء ولا يسببه فيروس القوباء. ويعني اسمه أنه التهاب جلدي له مظهر مشابه للهربس.
يختلف العمر الذي تبدأ فيه الإصابة عند الأطفال والمراهقين، ولكنه يؤثر أيضًا على الأفراد من كلا الجنسين بأي مرحلة عمرية من حياتهم.
يمكن أن يظهر الداء بأعراض غير نموذجية، ما يصعِّب تشخيصَه. فقد يظهر عند بعض الناس حمامى أو حكة شديدة فقط، واندفاعات من الشرى المزمن، وآفات برفرية تشبه الحبرات على اليدين والقدمين والقرنية الجلدية النخالية، ومظهر مشابه للالتهاب الوعائي بأرومات الكريات البيضاء، و/أو الآفات التي تحاكي الحكة الصباغية. قد يُخلط بين دي إتش والعديد من الآفات الجلدية المختلفة، مثل التهاب الجلد التأتبي، والأكزيما، والشرى، والجرب، والقوباء، والحمامى متعددة الأشكال، وغيرها من أمراض تقرحات المناعة الذاتية.
يعتبر الدي إتش بمثابة الداء الزلاقي على الجلد لهذا السبب، لذا خلصت التوجيهات الجديدة للجمعية الأوروبية لأمراض الجهاز الهضمي للأطفال والكبد والتغذية لتشخيص الداء الزلاقي إلى أن التشخيص المؤكد للدي إتش، في حد ذاته، يؤكد تشخيص الداء الزلاقي.
مع ذلك، يوصى باستخدام خزعة للاثني عشر في الحالات المشكوك فيها، أو إذا كانت هناك مضاعفات معوية مشتبه بها، مثل سرطان الغدد الليمفاوية. يعاني الأشخاص -الذين يعانون من دي إتش- من إصابة بالأمعاء بدرجات مختلفة، تبدأ من الآفات المخاطية المعتدلة إلى وجود ضمور بالزغابات المعوية.
العلاج الرئيس الأكثر فاعلية لالتهاب الجلد الهربسي هو اتباع نظام غذائي خالٍ من الغلوتين، ما ينتج عنه تحسن في آفات الجلد والأمعاء. مع ذلك، قد تستغرق آفات الجلد عدة أشهر أو حتى سنوات لتختفي. لتهدئة الحكة، غالبًا ما يُنصح بالدابسون باعتباره علاجاً مؤقتاً، خلال الوقت المستقطع الذي يحتاجه النظام الغذائي ليبدأ تأثيره، ليس للدابسون أي تأثير على التغيرات الهضمية، وقد يكون له تأثيرات جانبية مهمة.